# Bet Yiẕẖaq
Bet Yiẕẖaq (hebreiska: בית יצחק, Bet Yitsẖak) är en ort i Israel.   Den ligger i distriktet Centrala distriktet, i den norra delen av landet. Bet Yiẕẖaq ligger 38 meter över havet och antalet invånare är 1 674.
Terrängen runt Bet Yiẕẖaq är platt. Havet är nära Bet Yiẕẖaq åt nordväst. Runt Bet Yiẕẖaq är det mycket tätbefolkat, med 1 135 invånare per kvadratkilometer. Närmaste större samhälle är Netanya, 2,8 km väster om Bet Yiẕẖaq. Omgivningarna runt Bet Yiẕẖaq är en mosaik av jordbruksmark och naturlig växtlighet.